# エースランド
エースランド（ACELAND）は、宮崎県宮崎市にある複合商業施設。またはそれを運営する株式会社の名称である。キャッチフレーズは「街のオアシス」。

## 概要
1972年にボウリング場「宮崎エースレーン」として開業。2006年には解体の上で全面改築を実施した。改築中に温泉が湧出し、2007年に現名称でリニューアルオープンとなった。
複合商業施設としてボウリング場の他に、スーパー銭湯（天然温泉）、ゲームセンター、レストランなどが入っている。

## 沿革
- 1971年10月11日 - 株式会社宮崎中央ボーリング場を設立。
- 1972年4月19日 - 藤元木材製材所跡地に「宮崎エースレーン」（ボウリング場）を開業。
- 2006年5月8日 - 宮崎エースレーン（初代）の解体開始。
- 2006年5月29日 - エースランド株式会社に社名変更。
- 2006年11月 - 温泉が湧出。
- 2007年4月21日 - 「エースランド」がプレオープン。
- 2007年4月25日 - 「エースランド」がグランドオープン。
- 2008年6月1日 - ナムコランド宮崎店を店舗リニューアルのため一時閉店。
- 2008年7月1日 - ナムコランド宮崎店をゲームセンター「MEGA」としてリニューアルオープン。
- 2011年6月30日 - 2階に入っていた会員制複合カフェ「スペースクリエイト自遊空間」エースランド店が閉店。
- 2021年4月1日 - 2階にテナントで入っていた、極楽湯宮崎店をFC店舗として運営する。

## 店舗
- 1階
  - 宮崎エースレーン（ボウリング場）
  - ジャザサイズスタジオ宮崎中央（フィットネス）
  - グレイス（パーソナルジム）
  - 駐輪場
- 2階
  - 極楽湯（スーパー銭湯）
  - マインズ（ゲームセンター）
- 3階・4階・屋上
  - 駐車場（400台）

## 極楽湯 宮崎店

### 温泉データ
- 源泉名：宮崎温泉 自然の湯
- 泉質：ナトリウム - 塩化物強塩泉
- 泉温：25.5℃
- pH：8.2 (弱アルカリ性)
- 温泉設備：露天風呂、遠赤外線サウナ、檜風呂、電気風呂、壺風呂、ジェットバス、シェイプアップバス等

### 施設
- 入浴時間：9:00〜25:00（受付は24:20まで）
- 食事処：9:30〜25:00
- その他の施設：広間、個室（予約制）、ほぐし処（整体、足つぼ、アカスリ）、理髪店、うたたね処

## アクセス
- JR日豊本線宮崎駅より徒歩10分。
- 駐車場（400台）